# Бояровка (Черниговская область)
Бояровка (укр. Боярівка) — село в Козелецком районе Черниговской области Украины. Население — 15 человек. Занимает площадь 0,159 км².
Код КОАТУУ: 7422085002. Почтовый индекс: 17052. Телефонный код: +380 4646.

## Власть
Орган местного самоуправления — Лемешовский сельский совет. Почтовый адрес: 17052, Черниговская обл., Козелецкий р-н, с. Лемеши, ул. Разумовских, 2а.